# Resolutie 1657 Veiligheidsraad Verenigde Naties
Resolutie 1657 van de Veiligheidsraad van de Verenigde Naties werd unaniem door de VN-Veiligheidsraad aangenomen op 6 februari 2006. De resolutie autoriseerde dat een compagnie van de vredesmacht in buurland Liberia werd ingezet bij de UNOCI-vredesmacht in Ivoorkust.

## Achtergrond
In 2002 brak in Ivoorkust een burgeroorlog uit tussen de regering in het christelijke zuiden en rebellen in het islamitische noorden van het land. In 2003 leidden onderhandelingen tot de vorming van een regering van nationale eenheid en waren er Franse en VN-troepen aanwezig. In 2004 zegden de rebellen hun vertrouwen in de regering op en namen opnieuw de wapens op. Op 6 november kwamen bij Ivoriaanse luchtaanvallen op de rebellen ook 9 Franse vredeshandhavers om. Nog die dag vernietigden de Fransen de gehele Ivoriaanse luchtmacht, waarna ongeregeldheden uitbraken in de hoofdstad Abidjan.

## Inhoud

### Waarnemingen
Het mandaat van de UNMIL-vredesmacht in Liberia, een buurland van Ivoorkust, zou op 31 maart 2006 aflopen. Intussen stemden de aanhoudende crisis in Ivoorkust en de hindernissen die vrede en verzoening in de weg stonden tot grote zorgen.

### Handelingen
De Secretaris-Generaal werd geautoriseerd om onmiddellijk één infanteriecompagnie van UNMIL in te zetten bij de UNOCI-vredesmissie in Ivoorkust om het VN-personeel en eigendom aldaar extra te beveiligen. Tegen 31 maart zou dit opnieuw herzien worden aan de hand van de situaties in beide landen.

## Verwante resoluties
- Resolutie 1643 Veiligheidsraad Verenigde Naties (2005)
- Resolutie 1652 Veiligheidsraad Verenigde Naties
- Resolutie 1682 Veiligheidsraad Verenigde Naties
- Resolutie 1708 Veiligheidsraad Verenigde Naties

Lijst ·  1652 ·  1653 ·  1654 ·  1655 ·  1656 ·  1657 ·  1658 ·  1659 ·  1660 ·  1661 ·  1662 ·  1663 ·  1664 ·  1665 ·  1666 ·  1667 ·  1668 ·  1669 ·  1670 ·  1671 ·  1672 ·  1673 ·  1674 ·  1675 ·  1676 ·  1677 ·  1678 ·  1679 ·  1680 ·  1681 ·  1682 ·  1683 ·  1684 ·  1685 ·  1686 ·  1687 ·  1688 ·  1689 ·  1690 ·  1691 ·  1692 ·  1693 ·  1694 ·  1695 ·  1696 ·  1697 ·  1698 ·  1699 ·  1700 ·  1701 ·  1702 ·  1703 ·  1704 ·  1705 ·  1706 ·  1707 ·  1708 ·  1709 ·  1710 ·  1711 ·  1712 ·  1713 ·  1714 ·  1715 ·  1716 ·  1717 ·  1718 ·  1719 ·  1720 ·  1721 ·  1722 ·  1723 ·  1724 ·  1725 ·  1726 ·  1727 ·  1728 ·  1729 ·  1730 ·  1731 ·  1732 ·  1733 ·  1734 ·  1735 ·  1736 ·  1737 ·  1738